# Vlada Nikolchenko
Vlada Ihorivna Nikolchenko (en ucraniano: Влада Ігорівна Нікольченко; nació el 9 de diciembre 2002) es una gimnasta rítmica individual ucraniana. Medallista de bronce de gimnasia rítmica con mazas en el campeonato mundial del 2019, campeona de la serie mundial de mazas y de la final del Grand Prix de 2018. En su primer campeonato mundial finalizó cuarta en el all-around. Ha ganado varias medallas en los campeonatos europeos y en los Juegos Europeos.

## Carrera

### Júnior
Antes de practicar Gimnasia Rítmica, Vlada practicó Gimnasia grupal estética. En el 2017 formó parte del Equipo Júnior de Ucrania en el Campeonato europeo del 2017, donde finalizó en la octava posición en el all-around y en el décimo lugar con las mazas. También participó individualmente en el Torneo Internacional en Eilat, Israel.

### Senior
Vlada comenzó su temporada Senior en el Torneo Internacional LA Lights en Los Ángeles, Estados Unidos. Luego, compitió en el Torneo Miss Valentine en Tartu, Estonia. Ganó el all-around, aros, pelota y mazas, y finalizó cuarta en cinta. También participó en el Baltic Hoop Tournament, donde ganó el all-around y la final de mazas, también ganó bronce con el aro, y finalizó séptima en cinta y octava en la final de pelota. Vlada hizo su debut en el Grand Prix en Kiev, donde terminó décima en la final AA. Finalizó quinta en la final de mazas, y octava en pelota y cinta.
En el 2018 Grand Prix Thiais, resultó novena en la final de all-around. Ganó una sorpresiva medalla de oro en aro seguida de las rusas Arina Averina y Ekaterina Selezneva también obtuvo séptimo lugar en la final de mazas.
Finalizó séptima en la final AA en su primera participación en la Copa Mundial Sofía. Se clasificó a las finales de mazas y cinta donde ganó su primera medalla en una Copa Mundial: plata con las mazas, también terminó octava en cinta.
Participó en la Copa Mundial de Gimnasia Rítmica del 2018, en Pesaro, terminando en la décimo tercera posición en la Final AA, en esta competencia ganó la medalla de plata con las clavas y ocupó el octavo lugar en la final de pelota. Compitió también en la Copa Mundial de Tashkent del 2018: resultando en la décima posición en la Final AA, quinta en cinta y octava en la final de clavas. Al competir en la Copa Mundial de Bakú 2018 ganó plata en el all-around, oro con las mazas y bronce con la cinta, quinta en aro y sexta en pelota. Fue campeona de mazas en la Serie de Copa Mundial.
En su debut en una Copa Mundial Challenge en Guadalajara, España 2018, finalizó en la quinta posición en el all-around, cuarta en aro y cinta. La siguiente competencia fue el 2018 Holon Grand Prix ; resultando quinta en el all-around, y ganando plata en aro y clavas. En el Campeonato Europeo de 2018 : resultó en el décimo primer lugar.
Después de un descanso de verano, Vlada regresó a la World Challenge Cup en Minsk, 2018, donde resultó en la quinta posición en el all-around. Calificó a tres finales, donde ganó bronce con el aro y terminó cuarta con la cinta y sexta con la pelota
En el Campeonato Mundial de Gimnasia Rítmica de 2018, ocupó quinto lugar en mazas, séptima en cinta. Su equipo terminó en la quinta posición de la competición por equipos. Terminó en el cuarto lugar de la final AA, un gran logro para la joven ucraniana de 15 años. Terminó la temporada en el Gran Prix 2018 en Marbella donde ganó oro en el all-around, en mazas y cinta. También participó en algunas competiciones ucranianas
En su temporada del 2019 en los LA Lights, finalizó segunda en el all-around atrás de Alina Harnasko.  Luego, en el Grand Prix en Marbella finalizó cuarta en el all-around, ganó bronce con aro, sexta en cinta, séptima en mazas y octava en pelota. Participó en el Grand Prix de Kiev donde ganó oro en el all-around y aro, plata con la pelota y bronce con la cinta. Su siguiente competencia fue el Grand Prix de Thiais, resultando séptima en el all-around, ganó bronce con aro, quedó quinta con las mazas y octava con la pelota. Su primera Copa Mundial del año fue Sofía 2019, resultando quinta en el all-around, calificando a las finales de mazas (sexto lugar) y cinta (octavo lugar), durante su presentación tuvo problemas con un nudo en la cinta durante toda su rutina, por eso terminó en el último lugar con una puntuación baja En la Copa Mundial Tashkent 2019 terminó sexta en el all-around debido a algunos errores con la pelota. Ganó bronce con el aro y las mazas, y ocupó la sexta posición con la cinta.
En su participación en la copa mundial de Bakú del 2019 logró bronce atrás de las hermanas Averina. Ganó bronce con las mazas, finalizó cuarta con la cinta, quinta con el aro y séptima con la pelota También fue ganadora con las mazas por segundo año consecutivo. En el Campeonato Nacional ucraniano ganó oro en all-around.
En el Campeonato Europeo de Bakú 2019, calificó en aro y mazas, y consiguió un cupo para el siguiente campeonato europeo en Kiev, Ucrania. Ganó bronce con las mazas y terminó octava con el aro después de una rutina con problemas.
Posteriormente participó en el Grand Prix Holon, en Israel donde finalizó décimo primera en el all-around. Ganó plata con el aro que fue su única final. Después de las vacaciones de verano, participó en el Cluj Napoca World Challenge Cup del 2019 con dos nuevas rutinas con la pelota y la cinta, resultando cuarta en el all-around, ganó oro con las mazas, y finalizó en la quinta posición con el aro y la pelota.
Para el Campeonato Mundial del 2019 en Bakú, ganó su primera medalla de campeonato mundial: bronce con las mazas. Resultó en el cuarto lugar con cinta y con la pelota. Terminó en quinta posición en el all-around Este es su segundo año en el Top 5, consiguiendo un cupo para los Juegos Olímpicos.

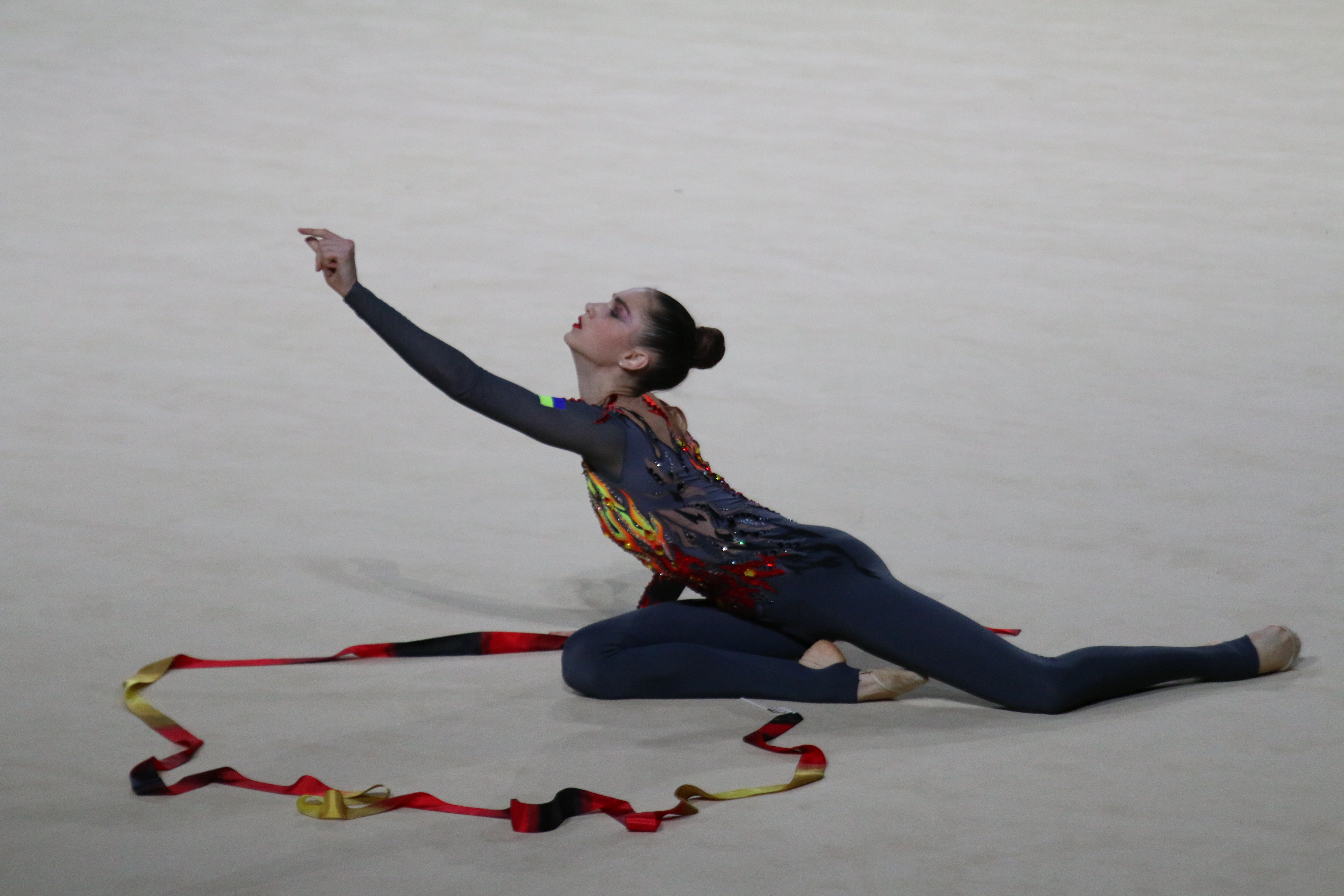
Vlada in Thiais
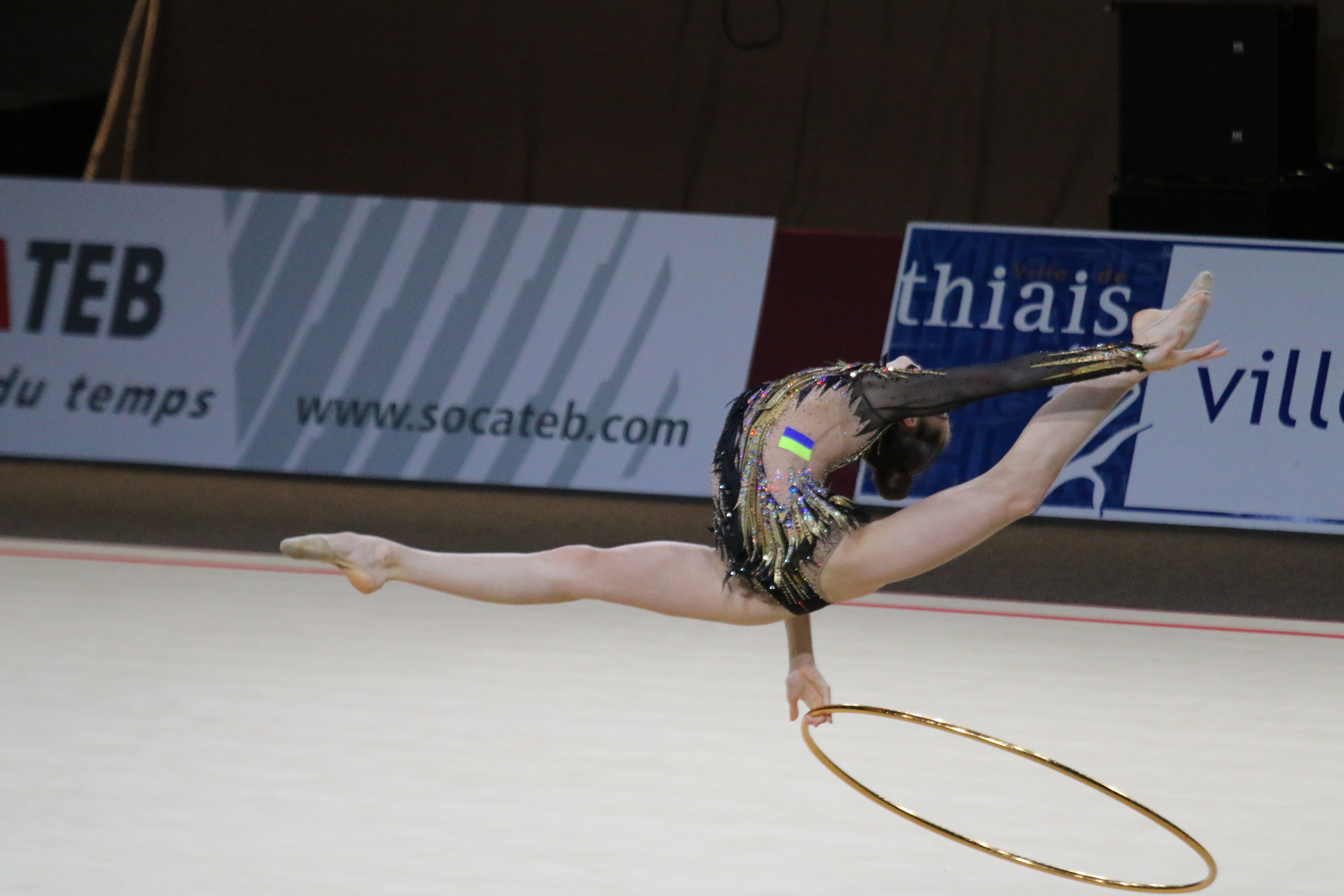
Grand Prix 2019

## Información sobre la música de sus rutinas
| Año  | Aparato          | Título de la música                                                  |
| ---- | ---------------- | -------------------------------------------------------------------- |
| 2021 | Aro              | O Fortuna by Carl Orff                                               |
| 2021 | Pelota           | Desert from Cirque Du Soleil's "O" by Benoit Jutras                  |
| 2021 | Mazas            | Panda by Desiigner                                                   |
| 2021 | Cinta            | España cañí by Pascual Marquina Narro                                |
| 2020 | Aro (primero)    | Swan Lake by Peter I. Tchaikovsky                                    |
| 2020 | Aro (segundo)    | O Fortuna by Carl Orff                                               |
| 2020 | Pelota           | Another One Bites the Dust by Queen                                  |
| 2020 | Mazas            | Fantasy Overture from Romeo and Juliet by Tchaikovsky                |
| 2020 | Cinta (primera)  | Come Together by the Beatles (cover by Gary Clark Jr. and Junkie XL) |
| 2020 | Cinta (segunda)  | España cañí by Pascual Marquina Narro                                |
| 2019 | Aro (primero)    | Survivor by 2WEI from Tomb Raider                                    |
| 2019 | Aro (segundo)    | Fantasy Overture from Romeo and Juliet by Tchaikovsky                |
| 2019 | Pelota (primera) | Run This Town by Jay-Z feat. Rihanna and Kanye West                  |
| 2019 | Pelota (segunda) | Another One Bites the Dust by Queen                                  |
| 2019 | Mazas            | Carmen's Entrance and Habanera by Rodion Shchedrin                   |
| 2019 | Cinta (primera)  | Sarajevo by Max Richter                                              |
| 2019 | Cinta (segunda)  | Come Together by the Beatles (cover by Gary Clark Jr. and Junkie XL) |
| 2018 | Aro              | Innuendo by Queen                                                    |
| 2018 | Pelota           | Private Investigations by Dire Straits                               |
| 2018 | Mazas            | Leave no Witnesses by James Horner                                   |
| 2018 | Cinta            | Carmina Burana: O Fortuna by Carl Orff                               |